# Tommy Ruskin
Tommy Ruskin (* 15. Juli 1942 in Kansas City (Missouri); † 1. Januar 2015) war ein US-amerikanischer Jazz-Schlagzeuger, der 50 Jahre in der Musikszene von Kansas City aktiv war.
Ruskin besuchte die Southwest High School, begann als Jugendlicher Schlagzeug zu spielen und arbeitete bald als professioneller Musiker in seiner Heimatstadt. im Laufe seiner Karriere spielte er u. a. mit Pat Metheny, Zoot Sims, Clark Terry, Al Cohn, Scott Hamilton, Gene Harris, Bill Watrous, Carl Fontana, Mike Metheny und Billy Eckstine. Im Bereich des Jazz war er zwischen 1983 und 2008 an 13 Aufnahmesessions beteiligt, u. a. bei Jay McShann.  Ruskin leitete längere Zeit die Rhythmusgruppe im Topeka Jazz Workshop. Er war mit der Sängerin Julie Turner verheiratet; ihr gemeinsamer Sohn Brian Ruskin ist Gitarrist und Sänger.